# Pfalz (Weinanbaugebiet)
Das deutsche Weinanbaugebiet Pfalz liegt innerhalb der gleichnamigen Region im Land Rheinland-Pfalz. Mit der Herkunftsbezeichnung „Pfalz“ werden Qualitäts- und Prädikatsweine produziert, die als Pfalzweine bezeichnet werden.
Nach Rheinhessen (etwa 257 km²) stellt die Pfalz mit gut 228 km² Anbaufläche das zweitgrößte deutsche Weinanbaugebiet dar. Etwa 3600 Winzerbetriebe, weniger als die Hälfte davon im Haupterwerb, pflegen hier mehr als 100 Mio. Rebstöcke und erzeugen jährlich etwa 2,5 Mio. Hektoliter Wein. Das prozentuale Verhältnis der Anbauflächen weißer und roter Rebsorten beträgt etwa 60:40, wobei der Anbau von roten, nach Anstieg in den letzten Jahrzehnten, wieder leicht abgenommen hat.

## Überblick

### Geographie

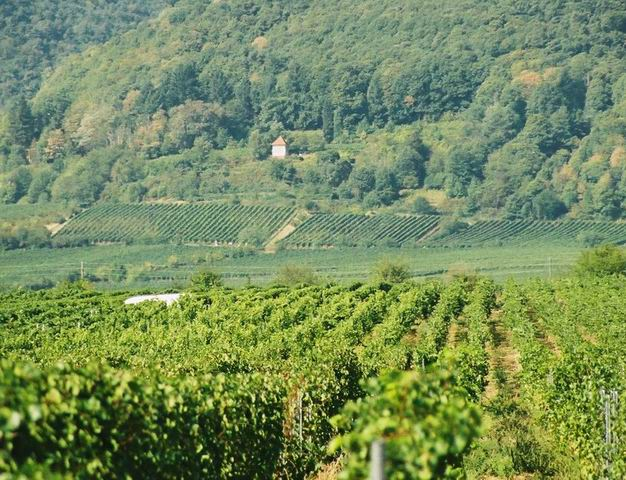
Weinberge bei Hambach: vorn Rebenhügel, dahinter Osthang des Pfälzerwaldes

Die gut 5400 km² große Pfalz ist eine Region in Südwestdeutschland, die im Süden des Landes Rheinland-Pfalz liegt. Nur knapp 5 Prozent der Gesamtfläche der Pfalz nimmt das gleichnamige Weinanbaugebiet ein, in dem der Wein die Landwirtschaft und das Landschaftsbild bestimmt.
Wein wird in insgesamt 144 pfälzischen Ortschaften angebaut, bevorzugt in Süd- und Vorderpfalz am Westrand der Ebene zwischen dem Rhein und dem Pfälzerwald. Dort, an der Bruchstufe zwischen Flachland und Mittelgebirge, liegt auf 110 bis 350 m ü. NHN eine schmale, etwa 85 km lange und maximal 15 km breite Hügelzone, die das größte pfälzische Weinanbaugebiet darstellt. Allerdings ist bei Weitem nicht ihre Gesamtfläche mit Weinbergen bewirtschaftet; die geeigneten Teile erstrecken sich vor allem beidseitig der Deutschen Weinstraße, die sich mitten durch die Rebenhügel von Süd nach Nord zieht.
Ursprünglich war das Weinanbaugebiet dreigeteilt und gliederte sich von Süd nach Nord in Ober-, Mittel- und Unterhaardt. Bei der rheinland-pfälzischen Verwaltungsreform 1969 wurde u. a. der Landkreis Frankenthal (Pfalz), zu dessen Westteil die Unterhaardt gehörte, aufgelöst und dieser Westteil dem neuen Landkreis Bad Dürkheim zugeschlagen, der vom gleichfalls aufgelösten Landkreis Neustadt an der Weinstraße auch fast die gesamte Mittelhaardt übernahm. In der Folge wurden Mittel- und Unterhaardt als Mittelhaardt-Deutsche Weinstraße zusammengelegt, während aus der Oberhaardt die Südliche Weinstraße wurde.

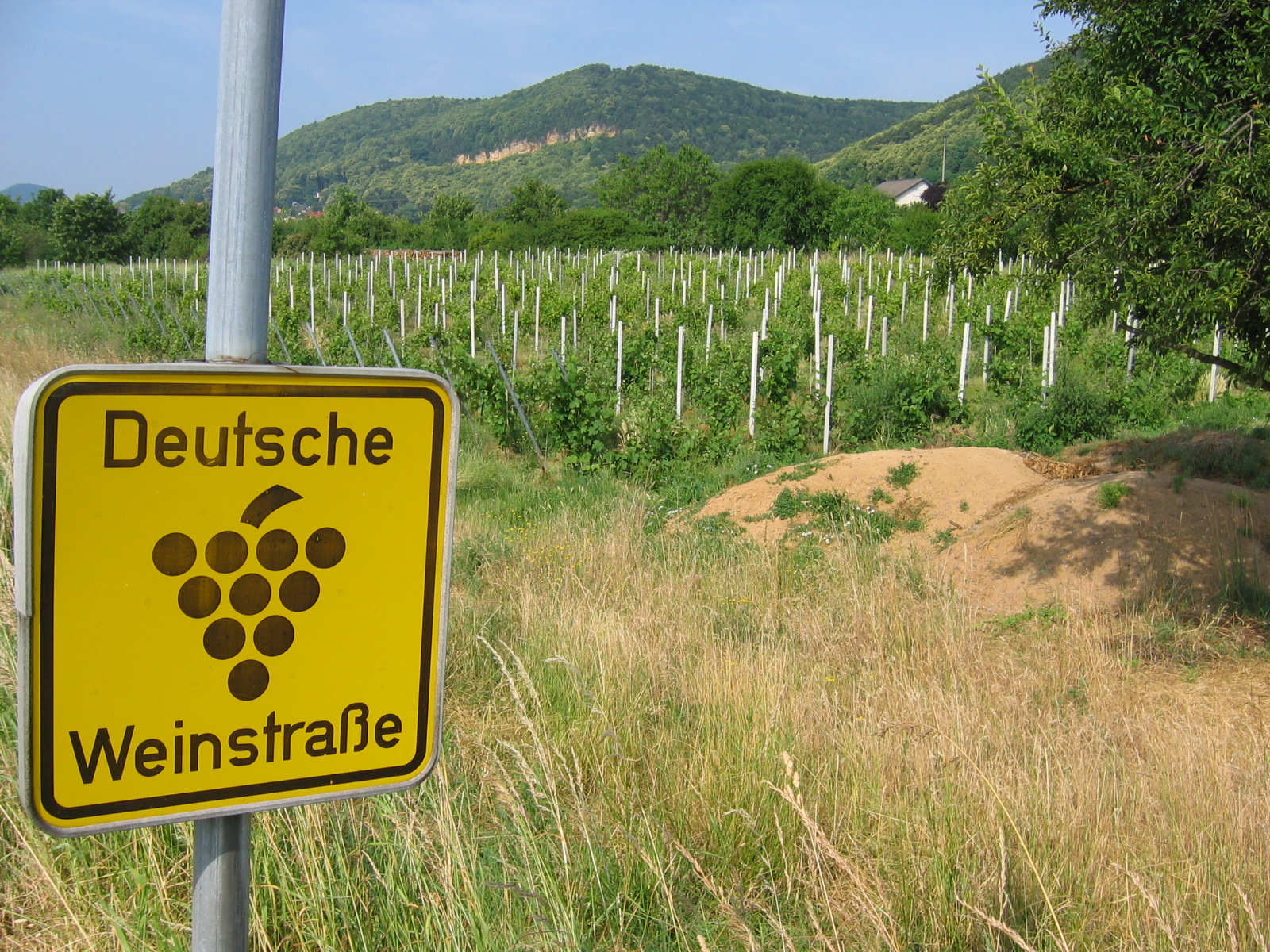
Deutsche Weinstraße

Damit besteht das Weinanbaugebiet Haardt aus zwei etwa gleich großen Bereichen:

#### Südliche Weinstraße
Der Bereich liegt größtenteils innerhalb des gleichnamigen Landkreises Südliche Weinstraße einschließlich der zentral gelegenen kreisfreien Stadt Landau, teilweise auch im benachbarten Landkreis Germersheim, und reicht von der elsässischen Grenze im Süden – einzelne Flächen liegen bei Weißenburg sogar auf französischem Staatsgebiet – bis zur nördlichen Kreisgrenze am Südrand von Neustadt an der Weinstraße.

#### Mittelhaardt-Deutsche Weinstraße
Der Bereich beginnt an der Südgrenze von Neustadt; er umfasst die kreisfreie Stadt Neustadt, den Kreis Bad Dürkheim und einige Gemeinden im Rhein-Pfalz-Kreis und endet im Norden an der Grenze zu Rheinhessen. Dort zieht sich das Zellertal, das noch dem Bereich zugerechnet wird, nach Westnordwest bis in die Nordpfalz hinein.
Generell gilt bei dieser Einteilung, dass Weinbau selbstverständlich nicht auf allen landwirtschaftlichen Flächen der aufgeführten Kreise und Städte betrieben wird, sondern nur auf den Teilen, die innerhalb oder zumindest nahe beim Haardtrand liegen; die westlichen Flächen erstrecken sich ins Mittelgebirge hinein, wo wegen der Höhenlage lediglich Forstwirtschaft betrieben werden kann, die östlichen in die Rheinebene, die zu den deutschen Zentren des Gemüseanbaus zählt. Dort ist allerdings in etlichen Gemeinden auch nennenswerter Weinbau anzutreffen, doch reichen die Weinberge hier, im Unterschied zu benachbarten Weinanbaugebieten, nicht bis unmittelbar an den Rhein heran.
Westlich der Nordgrenze der Haardt zu Rheinhessen hin schließen sich das Zellertal und das östliche Donnersbergvorland an, die zur Nordpfalz gehören und mit 16 Winzerorten zum Weinanbaugebiet Pfalz beitragen. Andere Teile der Nordpfalz im Alsenz- und Glantal zählen zum Weinanbaugebiet Nahe.

### Klima

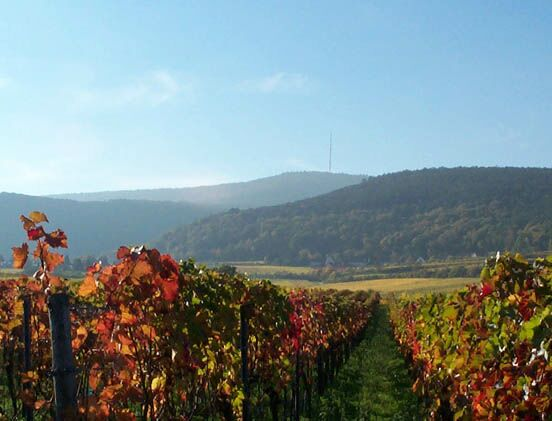
Weinberge bei Gimmeldingen

Die genannten kleinen Gebiete in der Nordpfalz profitieren im Einzelfall von besonders geschützter Lage, während die Gegend um die Deutsche Weinstraße großräumig ideale Voraussetzungen für den Weinbau besitzt:
Bei jährlich knapp 1700 Sonnenstunden gehört sie zu den Regionen mit den mildesten Temperaturen in Deutschland, woraus ein nach Werbeaussagen fast mediterranes Klima resultiert. Innerhalb der EU wird das Gebiet der Weinbauzone A zugeordnet. Die mittlere Jahrestemperatur liegt bei 11 °C, die Durchschnittstemperatur im Sommer bei 20 °C, im Winter bei 0 °C. Hinzu kommt, dass die Rheinebene durch die sie einschließenden Gebirge weitgehend vor extremen Kaltlufteinbrüchen geschützt ist. Bei den Hanglagen der Haardt wird zudem die Gefahr von Frostschäden nach dem Austrieb der Reben im Frühjahr verringert, weil in den Nächten entstehende Kaltluft nicht über den Weinbergen liegen bleibt, sondern zur Ebene hin abgleiten kann. Obendrein bewahrt das Mittelgebirge im Westen das in seinem Lee gelegene pfälzische Weinanbaugebiet bei Südwest- oder Westwetterlagen vor zu viel Niederschlag; in Neustadt an der Weinstraße z. B. beläuft sich die jährliche Menge auf etwa 600 mm.
Besonders solchen Hängen, die nach Südost, Süd oder Südwest und damit zum Sonnenlauf hin ausgerichtet sind, kommt die Summe der aufgezählten Vorteile zugute.

### Böden

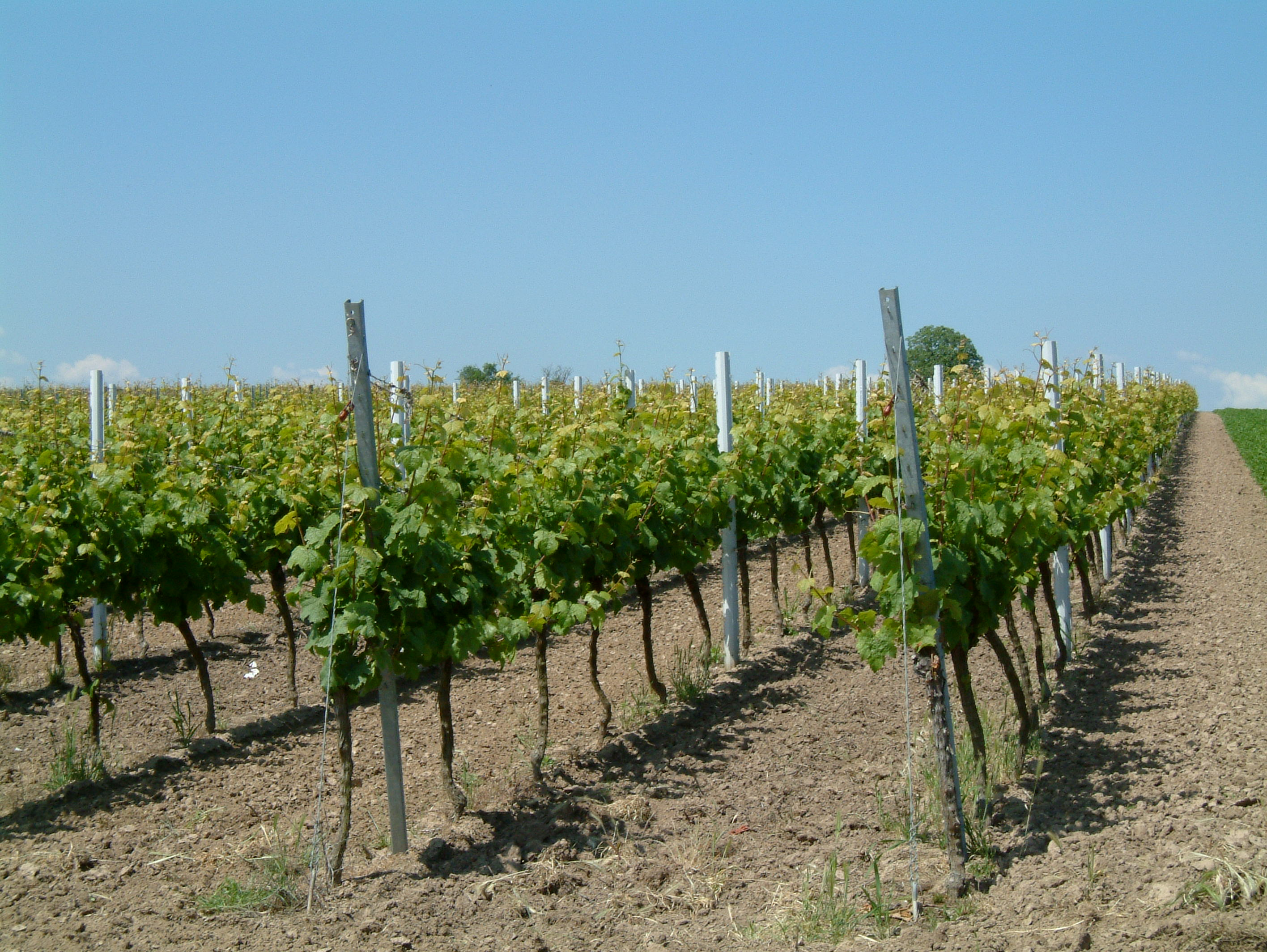
Riesling-Weinberg bei Dirmstein

Die Böden am Haardtrand bestehen durchweg aus Mischungen von Sand, Lehm, Mergel und Ton, allerdings wechseln die Anteile. Generell gelten die Böden an der Südlichen Weinstraße wegen ihres höheren Gehalts an Lehm als nährstoffreicher und damit als schwerer als diejenigen im Bereich Mittelhaardt-Deutsche Weinstraße. Deren leichtere Böden sind durchlässiger für Wasser und bewirken, dass die Wurzeln des Weinstocks eher im Trockenen stehen, wodurch sich die umgebende Erdschicht stärker und nachhaltiger erwärmen kann. Dass die Reben in leichten Böden zudem tiefer wurzeln müssen, um sich mit Feuchtigkeit zu versorgen, fördert obendrein die Aufnahme von Mineralien. Diese Umstände werden dafür verantwortlich gemacht, dass die Reben der Südpfalz höheren Ertrag bringen, während die pfälzischen Spitzenweinorte mehr zwischen Neustadt und Bad Dürkheim zu finden sind.

## Geschichte
Die Weinrebe kam mit den Römern kurz nach der Zeitenwende auch in die Pfalz. Ihre weitere Geschichte deckt sich mit derjenigen der übrigen deutschen Weinanbaugebiete, wie sie unter Geschichte des Weinbaus nachzulesen ist.
Nach dem Ende der napoleonischen Ära wurde die Pfalz ab 1816 durch das Königreich Bayern zunächst als „Rheinkreis“ verwaltet und später, nicht zuletzt zur Unterscheidung von der Oberpfalz, bis 1946 als „Rheinpfalz“ bezeichnet. Vor diesem historischen Hintergrund stand „Rheinpfalz“ lange Zeit auch für das pfälzische Weinanbaugebiet. Seit dem 27. August 1993 lautet der Name für dieses Anbaugebiet, der Benennung der Region folgend, ebenfalls „Pfalz“.

## Rebsorten
78 weiße und 53 rote Rebsorten sind (Stand: 2021) in der Pfalz zum Anbau zugelassen.

### Weiße Sorten

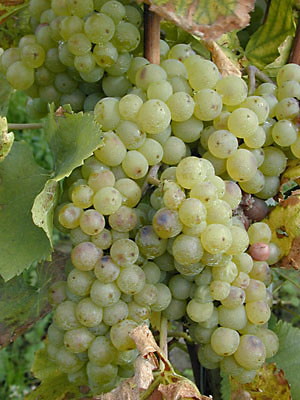
Trauben der weißen Rebsorte Gutedel

Führende Rebsorte beim Pfälzer Weißwein ist seit Langem der Riesling (5.971 ha = 25,2 % der Anbaufläche), der mitunter säurebetonte Weine hervorbringt.  Müller-Thurgau (Rivaner) (1.630 ha = 6,9 %) und Silvaner müssen Einbußen hinnehmen. Der Grau- (2.142 ha = 9,0 %) und der Weißburgunder (1.451 ha = 6,1 %) haben ihre Marktanteile in der letzten Zeit deutlich erhöht. Regional bedeutsam sind außerdem Chardonnay und Sauvignon Blanc. Für den im Herbst beliebten Federweißen, der hier „Najer Woi“ (Neuer Wein) heißt, werden bevorzugt die früh reifenden Sorten Bacchus, Siegerrebe und Ortega verwendet. Im Norden der Pfalz dominiert der Riesling als die am häufigsten angebaute Rebsorte, gefolgt vom Müller-Thurgau. Im südlichen Teil ist der Rebsortenspiegel reichhaltiger: Müller-Thurgau, Weißer und Grauer Burgunder, Riesling, Gewürztraminer, Muskateller und Chardonnay sind hier die meistverbreiteten Weißweinsorten.
Vor allem aus Riesling-, aber auch aus Weißburgunder- und Spätburgundertrauben stammen die mittlerweile über die Region hinaus bekannten pfälzischen Winzersekte.
Im Sortenspektrum aufsteigend sind die pilzwiderstandsfähigen Rebsorten, neue Rebsorten die weniger Pflanzenschutz benötigen. So werden als statistisch relevant die Sorten Cabernet Blanc 0,5 %, Sauvignac, Solaris, (je ca. 0,2 %), sowie Souvignier gris, Muscaris, Viognier und Johanniter mit je ca. 0,1 % gelistet.
| Zugelassene weiße Rebsorten (78; Stand 2021) | Zugelassene weiße Rebsorten (78; Stand 2021) | Zugelassene weiße Rebsorten (78; Stand 2021) | Zugelassene weiße Rebsorten (78; Stand 2021) |
| --- | --- | --- | --- |
| - Albalonga - Arnsburger - Auxerrois - Bacchus - Blauer Silvaner - Bronner* - Cabernet Blanc* - Calardis blanc* - Chardonnay - Ehrenbreitsteiner - Ehrenfelser - Faberrebe - Felicia* - Findling - Freisamer - Früher Malingre - Früher roter Malvasier - Gelber Muskateller - Gewürztraminer (syn. Roter Traminer) - Goldmuskateller | - Goldriesling - Grüner Silvaner - Grüner Veltliner - Helios* - Hibernal* - Hölder - Huxelrebe - Johanniter* - Juwel - Kanzler - Kerner - Kernling - Mariensteiner - Merzling* - Morio-Muskat - Müller-Thurgau (syn. Rivaner) - Muscaris* - Muskat Ottonel - Nobling - Optima | - Orion* - Ortega - Osteiner - Perle - Phoenix* - Prinzipal* - Regner - Reichensteiner - Rieslaner - Rosa Chardonnay - Roter Elbling - Roter Gutedel - Roter Müller-Thurgau - Roter Muskateller - Roter Riesling - Ruländer (syn. Grauburgunder) - Saphira* - Sauvignon Blanc - Sauvignon Cita | - Sauvignon Gryn - Sauvignon Sary - Sauvitage* - Scheurebe - Schönburger - Septimer - Siegerrebe - Silcher - Sirius* - Solaris* - Souvignier gris* - Staufer* - Trebbiano di Soave - Villaris* - Weißer Burgunder - Weißer Elbling - Weißer Gutedel - Weißer Riesling - Würzer |

* pilzwiderstandsfähige Rebsorte (Piwi), robust gegen Echten und Falschen Mehltau, abhängig von Befallsdruck und Sorte kann der Pflanzenschutz reduziert werden.

### Rote Sorten

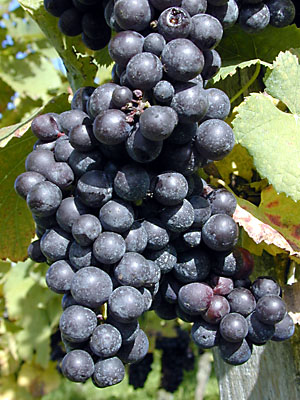
Trauben der roten Rebsorte Spätburgunder

Häufigste Rotweinsorte der Pfalz war lange Zeit der anspruchslose Blaue Portugieser. Heute ist er, gezielt für leichten Schoppenwein und Weißherbste angebaut, auf Rang 3 (1.086 ha = 4,6 %) zurückgefallen. Enorme Zuwächse verzeichnete der Dornfelder, der wegen seiner Vorzüge als früh reifer und farbintensiver Massenträger zur Modesorte geworden ist und nun mit 2.544 ha = 10,7 % auf dem 1. Platz liegt. Im Zuge der Qualitätsverbesserung holt auch der Spätburgunder (Pinot noir) auf und erreicht auf dem 2. Rang 1.712 ha = 7,2 %. Nennenswerte Anteile verzeichnen z. B. auch Regent, Merlot, St. Laurent, oder Cabernet Sauvignon.
Der noch wenig verbreitete rote Winzersekt wird in erster Linie aus Trauben vom Spätburgunder, z. T. auch vom Dornfelder, hergestellt. Aus roten Trauben wird teilweise auch weißer oder zart roséfarbener Sekt bereitet. Diese auch in der Champagne übliche Methode wird gerne bei Schwarzriesling und Spätburgunder angewandt. Sie ergibt weiche, säurearme Sekte.
| Zugelassene rote Rebsorten (53; Stand 2021) | Zugelassene rote Rebsorten (53; Stand 2021) | Zugelassene rote Rebsorten (53; Stand 2021) | Zugelassene rote Rebsorten (53; Stand 2021)                                                                                         |
| --- | --- | --- | --- |
| - Accent* - Acolon - Allegro* - Baron* - Blauburger - Blauer Frühburgunder - Blauer Limberger - Portugieser - Blauer Spätburgunder - Blauer Trollinger - Blauer Zweigelt - Bolero* - Cabernet Cantor* - Cabernet Carbon* | - Cabernet Carol* - Cabernet Cortis* - Cabernet Cubin - Cabernet Dorio - Cabernet Dorsa - Cabernet Franc - Cabernet Mitos - Cabernet Sauvignon - Cabertin* - Calandro* - Dakapo - Deckrot - Domina - Dornfelder | - Dunkelfelder - Färbertraube - Hegel - Helfensteiner - Heroldrebe - Merlot - Monarch* - Müllerrebe (syn. Schwarzriesling) - Muskat-Trollinger - Neronet - Palas - Petit Syrah - Pinotin* - Piroso* | - Prior* - Reberger* - Regent* - Rondo* - Rosenmuskateller - Rotberger - Rubinet - St. Laurent - Syrah - Tauberschwarz - Wildmuskat |

* pilzwiderstandsfähige Rebsorte (Piwi), robust gegen Echten und Falschen Mehltau, abhängig von Befallsdruck und Sorte kann der Pflanzenschutz reduziert werden.

### Charakteristik
Über einen langen Zeitraum in der zweiten Hälfte des 20. Jahrhunderts wurden Mengensteigerungen angestrebt. Dieses Ziel erwies sich als Sackgasse; Minderqualität und Preisverfall waren die Folge. Deshalb wird seit Beginn der 1990er Jahre der Güte Vorrang eingeräumt: Die Mindestzahlen bei den Oechslegraden wurden angehoben, und weit mehr als die Hälfte der Weine werden inzwischen trocken oder halbtrocken ausgebaut; bei den trockenen geht die Tendenz deutlich von herb zu fruchtig. Insgesamt lässt sich eine Entwicklung zu Pfalzweinen feststellen, die sowohl jung getrunken werden können als auch zur Lagerung geeignet sind.
Wettbewerbe, Weinforen und Weinmessen dokumentieren die gestiegene Qualität. So werden in der Pfalz mittlerweile Weißweine angebaut, die mit denjenigen in bekannten Anbaugebieten wie Burgund oder Friaul mithalten können; Pfalz ist weißweinmäßig nicht mehr mit Riesling gleichzusetzen, auch wenn dieser weiterhin dominiert. Beim Rotwein belegt die rückläufige Entwicklung des Portugiesers einen gleichgerichteten Trend; Spätburgunder- oder Regentweine aus der Pfalz konkurrieren, vor allem bei Barriqueausbau, mit Spitzenerzeugnissen aus der Toskana oder aus Bordeaux. Selbst der tiefrote, anfangs als Konsumwein favorisierte Dornfelder, dessen Oechsle-Untergrenze im Jahr 2005 heraufgesetzt wurde, zeigt nach Reifung im Barriquefass Duftnoten und Beerenaromen, die an Merlot erinnern.

## Weinbaugemeinden

### Zuordnung
Der offizielle Marketing-Verein Pfalzwein e. V. gibt für seinen Verantwortungsbereich 144 Weinbaugemeinden an. In den beiden nachstehenden Tabellen sind sie – untergliedert nach Nordpfalz und Vorderpfalz/Südpfalz – alle enthalten. Es fehlen diejenigen Nordpfälzer Orte, die zum Weinanbaugebiet Nahe gehören.
Auf einer Landkarte findet man die Gemeinden von Nord nach Süd untereinander und, sofern sie hier in der gleichen Tabellenzeile aufgeführt sind, etwa in West-Ost-Richtung nebeneinander. Die Himmelsrichtungen entsprechen also denen auf der Landkarte. Kursiv sind Sehenswürdigkeiten und überregional bedeutsame Feste ergänzt, die mit dem Weinbau in Zusammenhang stehen. Die Hintergrundfarben bedeuten:
| Morschheim        |            |            |            |                    |                       |
| Rittersheim       |            | Stetten    |            |                    |                       |
| Kirchheimbolanden | Gauersheim |            |            |                    |                       |
|                   |            | Albisheim  | Einselthum | Zellertal-Zell     | Zellertal-Niefernheim |
| Bolanden          |            | Immesheim  |            | Zellertal-Harxheim |                       |
|                   |            |            | Bubenheim  |                    |                       |
|                   |            | Ottersheim |            |                    |                       |
|                   | Rüssingen  |            |            |                    |                       |
| Kerzenheim        |            |            |            |                    |                       |

| Kindenheim                               | Bockenheim → Hs.d.Dt.Weinstr. → Mundartwettstreit          |                                            |                                    |                     |                |                    |             |
| Mertesheim                               | Grünstadt-Asselheim                                        | Obrigheim                                  |                                    |                     |                |                    |             |
|                                          | Grünstadt                                                  | Obersülzen                                 | Dirmstein                          | Heuchelheim         | Großniedesh.   |                    |             |
| Neuleiningen                             | Grünstadt-Sausenheim                                       |                                            | Laumersheim                        | Gerolsheim          |                |                    |             |
| Kleinkarlbach                            | Kirchheim                                                  | Bissersheim                                | Großkarlbach → Kändelgassenfest    |                     |                |                    |             |
| Bobenheim am Berg                        |                                                            | Dackenheim                                 |                                    |                     |                |                    |             |
| Weisenheim am Berg                       | Herxheim am Berg                                           | Freinsheim → Stadtmauerfest                | Weisenheim am Sand                 | Lambsheim           |                |                    |             |
| Bad Dürkheim-Leistadt                    | Kallstadt                                                  |                                            |                                    |                     |                |                    |             |
|                                          | Bad Dürkheim-Ungstein                                      | Erpolzheim                                 |                                    |                     |                |                    |             |
|                                          | Bad Dürkheim → Wurstmarkt → Riesenfass                     |                                            |                                    |                     |                |                    |             |
|                                          | Wachenheim → Burg- und Weinfest                            | Friedelsheim                               | Gönnheim                           | Ellerstadt          |                |                    |             |
|                                          | Forst → Hansel-Fingerhut-Spiel                             |                                            |                                    |                     |                |                    |             |
|                                          | Deidesheim → Geißbockversteig. → Weinkerwe                 | Niederkirchen → Fest um den Wein           | Rödersheim-Gronau                  |                     |                |                    |             |
| Neustadt-Königsbach                      |                                                            | Ruppertsberg                               | Meckenheim                         | Hochdorf            |                |                    |             |
| Neustadt-Gimmeldingen → Mandelblütenfest | Neustadt-Mußbach → Eselshautfest                           |                                            |                                    | Haßloch             |                |                    |             |
| Neustadt-Haardt                          |                                                            |                                            |                                    |                     |                |                    |             |
|                                          | Neustadt a. d. Weinstr. → Dt. Weinlesefest → Winzerfestzug |                                            |                                    |                     |                |                    |             |
|                                          | Neustadt-Hambach                                           |                                            |                                    | Neustadt-Speyerdorf |                |                    |             |
|                                          | Neustadt-Diedesfeld                                        |                                            |                                    | Neustadt-Lachen     |                |                    |             |
| St. Martin                               | Maikammer                                                  | Kirrweiler                                 |                                    | Neustadt-Duttweiler |                | Neustadt-Geinsheim |             |
|                                          | Edenkoben                                                  |                                            | Venningen                          | Altdorf             | Böbingen       |                    | Römerberg   |
| Weyher                                   | Rhodt                                                      |                                            |                                    |                     |                |                    |             |
|                                          | Hainfeld                                                   | Edesheim                                   |                                    | Großfischlgn.       | Kleinfischlgn. | Freimersh.         |             |
|                                          | Burrweiler                                                 | Flemlingen                                 | Roschbach                          |                     |                |                    | Weingarten  |
|                                          | Gleisweiler                                                | Böchingen                                  | Walsheim                           | Knöringen           | Essingen       | Hochstadt          | Lustadt     |
|                                          | Frankweiler                                                | Landau-Nußdorf                             |                                    |                     |                |                    | Zeiskam     |
| Gräfenhausen                             | Albersweiler                                               | Landau-Godramstein                         | Landau-Dammheim                    | Bornheim            |                |                    |             |
| Birkweiler                               | Siebeldingen                                               |                                            |                                    |                     |                |                    |             |
| Ranschbach                               | Landau-Arzheim                                             | Landau in der Pfalz → Fest des Federweißen |                                    |                     | Ottersheim     | Bellheim           |             |
|                                          | Leinsweiler                                                | Ilbesheim                                  | Landau-Wollmesheim                 |                     |                |                    |             |
|                                          | Eschbach                                                   | Göcklingen                                 | Landau-Mörzheim                    | Impflingen          | Insheim        |                    |             |
|                                          | Klingenmünster                                             | Heuchelheim-Klingen                        | Billigheim-Ingenheim → Purzelmarkt |                     | Rohrbach       | Herxheim           | Herxheimwh. |
|                                          | Gleiszellen-Gleishorbach                                   |                                            |                                    |                     |                |                    |             |
|                                          | Pleisweiler-Oberhofen                                      | Niederhorbach                              |                                    |                     |                |                    |             |
|                                          | Bad Bergzabern                                             | Kapellen-Drusweiler                        | Oberhausen                         | Barbelroth          | Hergersweiler  | Winden             |             |
| Dörrenbach                               |                                                            |                                            |                                    | Dierbach            |                |                    |             |
|                                          | Oberotterbach                                              |                                            | Niederotterbach                    | Vollmersweiler      | Freckenfeld    | Minfeld            | Kandel      |
|                                          | Schweigen-Rechtenbach → Deutsches Weintor                  | Schweighofen                               | Kapsweyer                          | Steinfeld           |                |                    |             |

### Größte Weinbaugemeinden
| Größte Weinbaugemeinden im Anbaugebiet                                                     | Rang unter allen rheinland-pfälzischen Weinbaugemeinden nach Rebfläche | Bestockte Rebfläche 2017 (in ha) | Rebsorten | Rebsorten |
| Größte Weinbaugemeinden im Anbaugebiet                                                     | Rang unter allen rheinland-pfälzischen Weinbaugemeinden nach Rebfläche | Bestockte Rebfläche 2017 (in ha) | weiße     | rote      |
| Größte Weinbaugemeinden im Anbaugebiet                                                     | Rang unter allen rheinland-pfälzischen Weinbaugemeinden nach Rebfläche | Bestockte Rebfläche 2017 (in ha) | (in %)    | (in %)    |
| ------------------------------------------------------------------------------------------ | ---------------------------------------------------------------------- | -------------------------------- | --------- | --------- |
| Pfalz                                                                                      |                                                                        | 23.652                           | 65        | 35        |
| Landau (Pfalz)                                                                             | 1                                                                      | 2.067                            | 66        | 34        |
| Neustadt (Weinstr.)                                                                        | 2                                                                      | 2.031                            | 67        | 33        |
| Billigheim-Ingenheim                                                                       | 4                                                                      | 843                              | 62        | 38        |
| Bad Dürkheim                                                                               | 6                                                                      | 819                              | 68        | 32        |
| Kirrweiler                                                                                 | 14                                                                     | 589                              | 67        | 33        |
| Edesheim                                                                                   | 17                                                                     | 505                              | 61        | 39        |
| Deidesheim                                                                                 | 18                                                                     | 498                              | 85        | 15        |
| Wachenheim (Weinstr.)                                                                      | 20                                                                     | 473                              | 75        | 25        |
| Göcklingen                                                                                 | 22                                                                     | 464                              | 65        | 34        |
| Freinsheim                                                                                 | 25                                                                     | 437                              | 61        | 39        |
| Quelle: Faltblatt Weinbau 2018. Statistisches Landesamt Rheinland-Pfalz, Bad Ems, Mai 2018 |                                                                        |                                  |           |           |

Die größten Weinbaugemeinden der Pfalz nach dem Kriterium Bestockte Rebfläche in Hektar gehen aus der nebenstehenden Tabelle hervor. Die Rangfolge ergibt sich aus der Gesamttabelle für Rheinland-Pfalz.

## Weinlagen
Weinbau in der Pfalz wird in 25 Groß- und 325 Einzellagen betrieben. Alle pfälzischen Weinlagen sind in der entsprechenden Liste enthalten, während hier nur einige aufgeführt werden, zu denen ein eigener Artikel existiert:
Großlagen
- Deidesheimer Hofstück
- Forster Mariengarten
- Gimmeldinger Meerspinne

Einzellagen
- Birkweiler Kastanienbusch
- Birkweiler Mandelberg
- Deidesheimer Grainhübel
- Deidesheimer Herrgottsacker
- Deidesheimer Hohenmorgen
- Deidesheimer Kalkofen
- Deidesheimer Kieselberg
- Deidesheimer Langenmorgen
- Deidesheimer Leinhöhle
- Deidesheimer Mäushöhle
- Deidesheimer Nonnenstück
- Deidesheimer Paradiesgarten
- Dirmsteiner Herrgottsacker
- Dirmsteiner Jesuitenhofgarten
- Dirmsteiner Mandelpfad
- Forster Freundstück
- Forster Jesuitengarten
- Forster Kirchenstück
- Forster Musenhang
- Forster Pechstein
- Forster Ungeheuer
- Friedelsheimer Gerümpel
- Kallstadter Saumagen
- Mußbacher Eselshaut
- Rhodter Rosengarten
- Ruppertsberger Reiterpfad
- Wachenheimer Gerümpel

## Erzeuger und Markt
Die Weinerzeuger setzen sich aus etwa 1520 Selbstvermarktern, also Weingütern, sowie 18 Winzergenossenschaften und elf Erzeugergemeinschaften zusammen.
Den Markt belieferten im Jahr 2008 zu etwa 48 Prozent Weinhändler, Selbstvermarkter zu etwa 34 Prozent und Erzeugergemeinschaften zu etwa 18 Prozent. Ein Viertel der Produktion ging 2008 in den Export, wobei Großbritannien mit Abstand das bedeutendste Abnehmerland war.

### Weingüter
Hinsichtlich ihrer produzierten Weinmengen sind die bekannten Traditionsweingüter der Pfalz längst von großen bis sehr großen Winzergenossenschaften abgelöst worden. Überregionale und teilweise internationale Bedeutung besitzen u. a. folgende Weingüter:
- Weingut Acham-Magin*, Forst
- Weingut Anselmann, Edesheim
- Weingut Geheimer Rat Dr. von Bassermann-Jordan*, Deidesheim
- Weingut Friedrich Becker*, Schweigen-Rechtenbach
- Weingut Bergdolt Klostergut St. Lamprecht*, Neustadt-Duttweiler
- Weingut Bernhart*, Schweigen-Rechtenbach
- Weingut Josef Biffar, Deidesheim
- Weingut Dr. Bürklin-Wolf*, Wachenheim
- Weingut Reichsrat von Buhl*, Deidesheim
- Weingut Christmann*, Neustadt-Gimmeldingen
- Weingut Fitz-Ritter*, Bad Dürkheim
- Weingut Henninger IV, Kallstadt
- Weingut Knipser*, Laumersheim
- Weingut Kranz*, Ilbesheim
- Weingut Koehler-Ruprecht*, Kallstadt
- Weingut Philipp Kuhn*, Laumersheim
- Weingut Herbert Meßmer*, Burrweiler
- Weingut Theo Minges*, Flemlingen
- Weingut Georg Mosbacher*, Forst
- Weingut Müller-Catoir*, Neustadt-Haardt
- Weingut Münzberg*, Landau-Godramstein
- Weingut Mugler*, Neustadt-Gimmeldingen
- Weingut Ludi Neiss, Kindenheim
- Weingut Heinz Pfaffmann, Walsheim
- Weingut Karl Pfaffmann, Walsheim
- Weingut Tina Pfaffmann, Frankweiler
- Weingut Pfeffingen*, Bad Dürkheim
- Weingut Ökonomierat Rebholz*, Siebeldingen
- Weingut Karl Schaefer*, Bad Dürkheim
- Weingut Markus Schneider, Ellerstadt
- Weingut Scholler, Birkweiler
- Weingut Georg Siben Erben*, Deidesheim
- Weingut Siegrist*, Leinsweiler
- Weingut Siener, Birkweiler
- Weingut Dr. Wehrheim*, Birkweiler
- Weingut von Winning* (ehemals Dr. Deinhard), Deidesheim

Die meisten dieser Weingüter – in der Liste mit * markiert – sind im Verband Deutscher Prädikatsweingüter (VDP) zusammengeschlossen, der seit 1972 tätig ist und dessen pfälzische Sektion sich VDP.Pfalz nennt.
Bekannteste Sektkellerei der Pfalz und zugleich der Welt größter Sekthersteller ist die seit 1888 bestehende Schloss Wachenheim AG in Wachenheim an der Weinstraße.

### Winzergenossenschaften
Im Bereich der Winzergenossenschaften kam es in den letzten Jahrzehnten zu einer starken Konzentration, da sich kleinere Genossenschaften teilweise zu größeren Einheiten zusammenschlossen. So umfasst das Geschäftsgebiet der Winzergenossenschaft Deutsches Weintor mit Sitz in Ilbesheim fast die komplette Südliche Weinstraße. Diese Genossenschaft ist von den 18 bestehenden nach Jahresumsatz, Lagerkapazität und Mitgliederzahl die größte, allerdings verfügen die Vier Jahreszeiten Winzer, deren Sitz sich in Bad Dürkheim befindet, über die größte Rebfläche. Drittgrößte Genossenschaft ist der Winzerverein Hoheburg in Ruppertsberg. In der folgenden Tabelle sind die Kenngrößen auf dem Stand von 2009 zusammengefasst.
| Winzergenossenschaft     | Jahresumsatz (Mio. Euro) | Lagerkapazität (Mio. Liter) | Mitglieder | Rebfläche (Hektar) |
| ------------------------ | ------------------------ | --------------------------- | ---------- | ------------------ |
| WG Deutsches Weintor     | 30,0                     | 33,5                        | 348        | 543                |
| Vier Jahreszeiten Winzer | 12,6                     | 20,3                        | 312        | 647                |
| Winzerverein Hoheburg    | 9,1                      | 13,2                        | 275        | 457                |

## Pfälzische Weinkönigin
Folgende Bewerberinnen aus der Pfalz waren anschließend Deutsche Weinkönigin:
1. 1949/1950 Elisabeth Kuhn, später Gies (1930–2012), Diedesfeld
2. 1955/1956 Irmgard Mohler (1937–1981), Bad Bergzabern (war zuvor nicht Pfälzische Weinkönigin)
3. 1960/1961 Christel Koch, Ungstein
4. 1965/1966 Waltraud Hey, Oberotterbach
5. 1971/1972 Ruth Kröther, später Kern (1951–2012), Freinsheim
6. 1981/1982 Hildegard Weber, Gönnheim
7. 1990/1991 Birgit Schehl, später Rebholz-Schehl (* 1969), Hainfeld
8. 2005/2006 Sylvia Benzinger, später Benzinger-Kugler (* 1978), Kirchheim
9. 2006/2007 Katja Schweder (* 1980), Hochstadt
10. 2013/2014 Janina Huhn (* 1989), Bad Dürkheim

## Besonderheiten

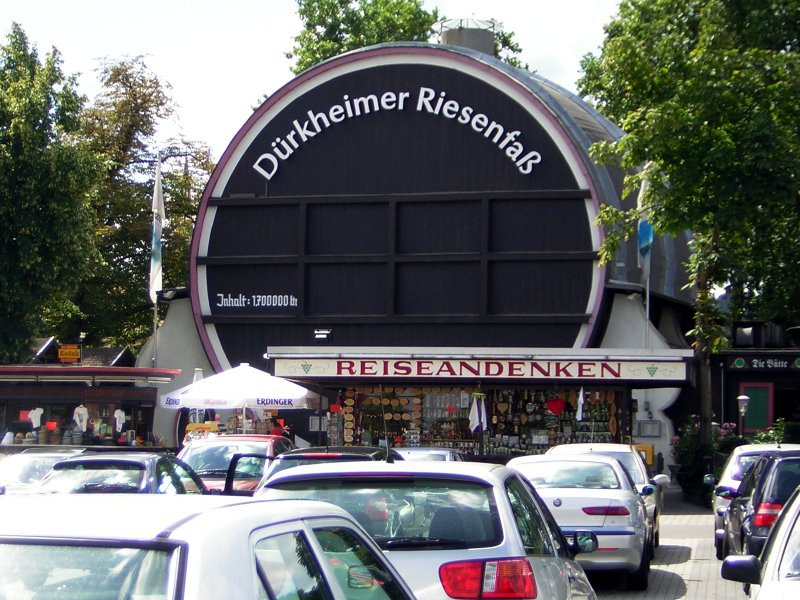
Das Dürkheimer Riesenfass

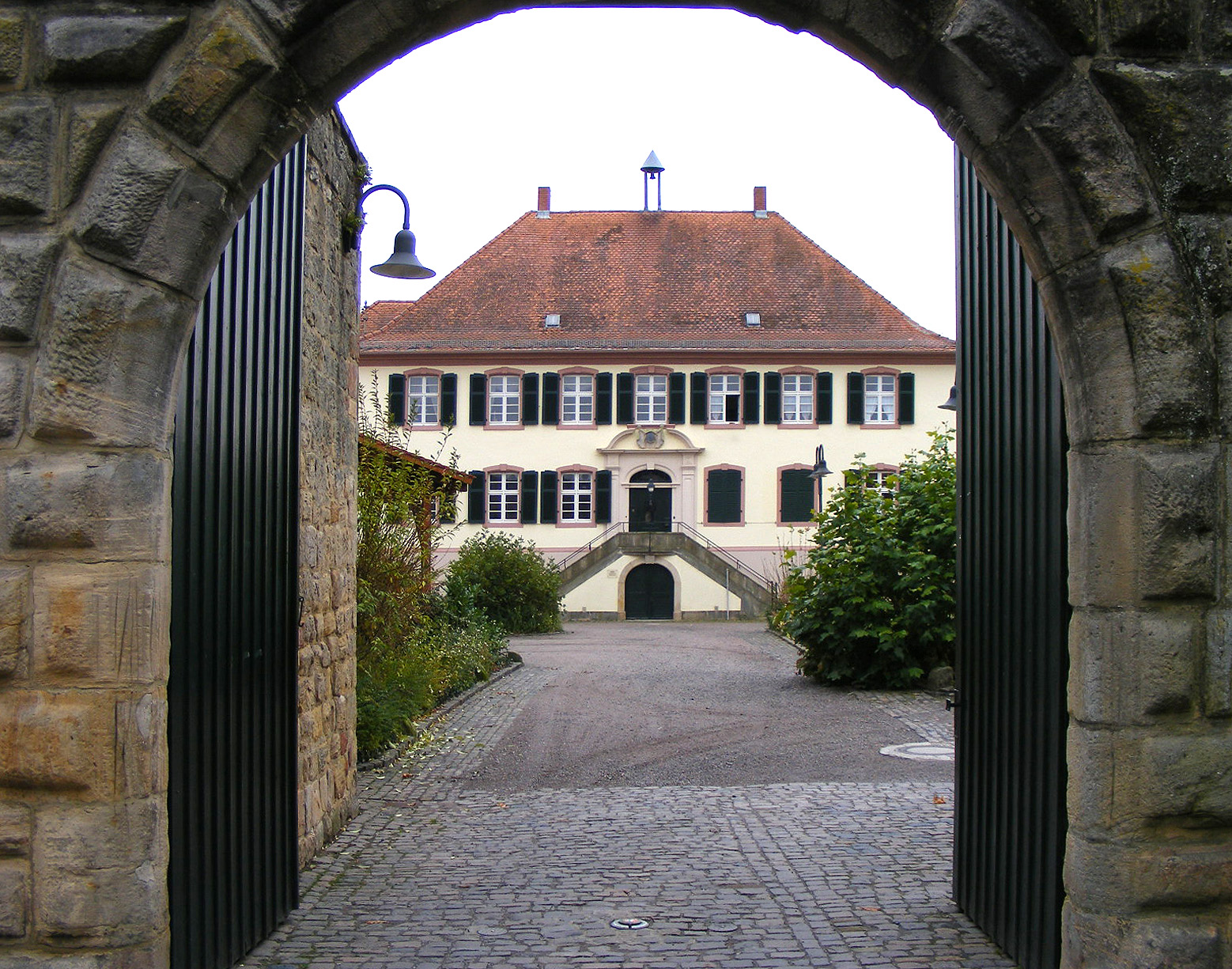
Der Herrenhof in Mußbach

Das Weinanbaugebiet Pfalz wartet mit etlichen Besonderheiten auf:
- Das „größte Fass der Welt“, das Riesenfass mit einem Rauminhalt von ca. 1,7 Millionen Liter, steht in Bad Dürkheim und enthält ein Weinlokal.
- Im selben Ort wird das „größte Weinfest der Welt“ gefeiert, der Dürkheimer Wurstmarkt.
- Der „größte Winzerfestzug der Welt“, der Neustadter Winzerfestzug, findet in der namengebenden Stadt während des Deutschen Weinlesefestes statt.
- Um den inoffiziellen Titel der „größten Winzergemeinde Deutschlands“ konkurrieren Landau (2039 ha Rebfläche, Stand: 2006) und Neustadt (2012 ha).
- Die „älteste Weinstraße Deutschlands“ verbindet seit 1935 als Deutsche Weinstraße die Mehrzahl der pfälzischen Weinbaugemeinden. Die Deutsche Weinstraße wird an ihrem Anfangspunkt im Süden durch das Deutsche Weintor, an ihrem Nordende durch das Haus der Deutschen Weinstraße markiert.
- In der Weinlage Rosengarten des südpfälzischen Dorfes Rhodt unter Rietburg liegt der „älteste noch tragende Weinberg der Welt“.[12] Seine etwa 300 Reben, von denen die ältesten vor 400 Jahren gepflanzt wurden, gehören überwiegend zur Sorte Gewürztraminer.
- Der Herrenhof in Neustadt-Mußbach, eine weitläufige und ausgezeichnet restaurierte Hofgutanlage, die einst dem Johanniterorden (später „Malteserorden“ genannt) gehörte, ist das älteste Weingut der Pfalz. Die Gründungsurkunden reichen bis in das 7. Jahrhundert zurück.
- Im Historischen Museum der Pfalz zu Speyer, Abteilung Weinmuseum, wird der angeblich älteste flüssige Wein der Welt gezeigt.[13] Die Glasamphore stammt aus der Römerzeit im 4. Jahrhundert und enthält eine gelblich durchscheinende Flüssigkeit.
- 1931 kürte erstmals ein deutsches Weinanbaugebiet, die Pfalz, eine Weinkönigin – Ruth Bachrodt aus Pirmasens (wo gar kein Wein wächst). Von 1937 bis 1948 repräsentierte die Pfälzische Weinkönigin ohne zusätzliche Wahl in Personalunion neben dem pfälzischen auch allgemein den deutschen Wein.
- Auch 1949 gab es nur eine Wahlhandlung, aber im Anschluss wurde die Pfälzische Weinkönigin Elisabeth Kuhn, später Gies, aus Diedesfeld auch zur ersten Deutschen Weinkönigin bestimmt. Sie war damit einzige offizielle Pfälzische und Deutsche Weinkönigin in ein und demselben Jahr.
- Seit 1949 wird alljährlich in der Regel in Neustadt die Deutsche Weinkönigin gekrönt.
- Die Weinbruderschaft der Pfalz wurde als zweite derartige Vereinigung (inzwischen gibt es mehr als drei Dutzend) gegründet – am 6. Dezember 1954 und damit nur zwei Monate nach der ersten (Ehrbare Mainzer Weinzunft von 1443). Über ihre Vorläuferorganisation Landsknechte der Weinstraße, gegründet 1939, ist die Weinbruderschaft der Pfalz sogar noch 15 Jahre älter.